# 28 Herculis
28 Herculis (n Herculis) é uma estrela na direção da Hercules. Possui uma ascensão reta de 16h 32m 35.68s e uma declinação de +05° 31′ 16.4″. Sua magnitude aparente é igual a 5.63. Considerando sua distância de 322 anos-luz em relação à Terra, sua magnitude absoluta é igual a 0.66. Pertence à classe espectral B9.5III.